# Ерік Пауелл (веслувальник)
Ерік Пауелл (англ. Eric Powell, 6 травня 1886 — 17 серпня 1933) — британський академічний веслувальник.
Бронзовий призер Олімпійських Ігор 1908 року в складі вісімки.